# Tricia Homer
Tricia Homer (Saint Thomas, 28 agosto 1982) è una modella statunitense, rappresentò le Isole Vergini Americane a Miss Universo il 31 maggio 2005.
Pur non riuscendo ad entrare nella rosa delle quindici finaliste finali del concorso, la Homer è riuscita a guadagnarsi la fascia di Miss Congeniality.
Dopo le esperienze nei concorsi di bellezza, Tricia Homer ha intrapreso la carriera cinematografica, lavorando come direttrice del casting in varie produzioni Hollywoodiane, fra cui Il curioso caso di Benjamin Button e Fair Game - Caccia alla spia.